# Paul Intrup
Paul Intrup (* 20. Oktober 1916 in Skorzencin, Kreis Witkowo; † 18. Oktober 1981 in Salzgitter) war ein deutscher Jurist und Verwaltungsbeamter. Er war von 1972 bis 1980 Oberstadtdirektor der Stadt Salzgitter.

## Leben
Intrups Eltern, der Rittergutsbesitzer Paul Intrup und seine Ehefrau Marie, wurden 1923 aus Posen ausgewiesen und zogen nach Breslau. Nach dem Abitur studierte Intrup Rechtswissenschaften und Volkswirtschaft an der Universität Breslau. Seit dem Wintersemester 1937/38 gehörte er der Breslauer Burschenschaft Germania an. Mit Beginn des Zweiten Weltkriegs wurde er zum Wehrdienst einberufen, der im Januar 1940 von der Absolvierung des ersten Staatsexamens unterbrochen wurde. Von August 1944 bis zum April 1950 befand sich Intrup in sowjetischer Kriegsgefangenschaft. Kurze Zeit nach der Entlassung absolvierte er seinen Vorbereitungsdienst als Referendar am Oberlandesgericht Braunschweig, wo er im März 1954 sein zweites Staatsexamen ablegte.

## Tätigkeit in Salzgitter
Intrup war als juristischer Mitarbeiter in Kanzleien in Helmstedt und Braunschweig tätig, bevor er im September 1954 nach Salzgitter an das Rechtsamt der Stadt wechselte. Er übernahm nach vier Jahren die Leitung des Rechtsamtes und wurde im April 1964 zum Stadtrat für Sozialwesen gewählt. Seit November 1966 war er Stadtkämmerer. Im Januar 1972 wurde Intrup vom Rat der Stadt gegen den von der SPD aufgestellten Kandidaten zum Oberstadtdirektor Salzgitters gewählt. Vor Ablauf seiner Amtszeit trat Intrup im März 1980 aus gesundheitlichen Gründen vorzeitig in den Ruhestand. Sein Nachfolger als Oberstadtdirektor wurde der Stadtkämmerer Hendrik Gröttrup. Intrup starb 1981 in Salzgitter.